# Seututie 715
Pour les articles homonymes, voir Route 715.
La route régionale 715 (finnois : Seututie 715) est une route régionale allant du village Helsingby (fi) de Mustasaari jusqu'au quartier Vanha Vaasa de Vaasa en Finlande,,.

## Présentation
La seututie 715 est une route régionale d' Ostrobotnie.
Elle enjambe la rivière Laihianjoki et croise la seututie 704 qui mène à l'aéroport de Vaasa.